# アローン会
アローン会（アローンかい）は、吉本興業所属の独身芸人グループである。

## 概要
メンバーは坂田利夫が名誉会長、明石家さんまが最高顧問、今田耕司が会長、徳井義実と又吉直樹が会員として構成されている。
たまたま食事に行ったときに今田・岡村・徳井・又吉の独身メンバーがそろい、定期的に集まり情報交換をしようとなり結成。会の名称については今田が「アローンでどうや?」と提案し、岡村は「アローン、ちょっとダサくないですか」と言ったものの、又吉が「僕、逆にアリやと思うんです」と返したことから「アローン会」に決定した。
結婚すると自動的に退会することになる。離婚を経ての独身者も参加可能であり、メンバーのうちさんまのみ該当する。
元来は芸人どうしの内々の会合だったが、2019年以降NHKにてアローン会を冠したトークバラエティ番組『さよなら!アローン会』の放送が始まった。
吉本興業の独身芸人であるからといって必ずしも入会する必要はなく、例えばケンドーコバヤシなどはアローン会に所属していない。

## メンバー
- 明石家さんま - 最高顧問
- 今田耕司 - 会長
- 徳井義実 - 2代目部長
- 又吉直樹 - 会員

### 元メンバー
- 岡村隆史 - 初代部長。結婚に伴い、2020年10月10日退会[5]。
- 坂田利夫 - 名誉会長。2023年12月29日に老衰のため死去[6]。